# Anxiété de bibliothèque
L'anxiété de la bibliothèque fait référence au « sentiment que ses compétences en recherche sont insuffisantes et que ces lacunes devraient être cachées. Chez certains étudiants, cela se manifeste par une peur pure et simple des bibliothèques et des bibliothécaires qui y travaillent ». Le terme provient d'un article de 1986 de Constance Mellon, professeure de bibliothéconomie dans l'État américain de Caroline du Nord, intitulé « L'anxiété des bibliothèques : une théorie ancrée et son développement » dans la revue College & Research Libraries .

## Origine
Lorsque Mellon publie son article en 1986, le terme « anxiété de bibliothèque » est nouveau, mais le phénomène est observé et signalé par d'anciens chercheurs qui étudient la bibliothèque. En 1972, Mary Jane Swope et Jeffrey Katzer  découvrent, au cours d'entretiens, que les étudiants de leur université sont intimidés par la bibliothèque et ont peur de demander l'aide du personnel de la bibliothèque. En 1982, Geza Kosa  interroge des étudiants universitaires en Australie et trouve des résultats similaires. Aucun de ces chercheurs n'a de terme spécifique pour décrire ce phénomène jusqu'à l'étude de Mellon.
La recherche qualitative menée Mellon, d'une durée de deux ans, inclut 6 000 étudiants d'une université du sud des États-Unis. Elle révèle que 75 à 85% d'entre eux décrivent leur réponse initiale à la recherche en bibliothèque en termes de peur. Mellon utilise le terme « anxiété de la bibliothèque » pour désigner les sentiments d'inconfort et de peur qu'un groupe d'étudiants en composition anglaise de premier cycle décrivent  lorsqu'ils ont commencé une recherche d'informations nécessitant l'utilisation de la bibliothèque universitaire. L'étude identifie quatre raisons principales pour expliquer les sentiments d'anxiété suscités par la bibliothèque. Les étudiants :
- étaient intimidés par la taille de la bibliothèque,
- manquait de connaissance au sujet de la localisation de tout.
- manquait de connaissances sur la façon de commencer le processus de recherche, et
- manquait de connaissance à propos de ce qu'ils devaient faire.

Mellon, en outre, découvre que ces sentiments négatifs submergent souvent les étudiants au point où ils ne peuvent pas fonctionner efficacement dans la bibliothèque. On constate qu'ils ont un sentiment d'infériorité lorsqu'ils comparent leurs compétences en bibliothéconomie à celles des autres étudiants, et que ce sentiment d'inadéquation s'avère une source de honte qui les fait hésiter à demander de l'aide au personnel de la bibliothèque. Mellon a alerté les membres du corps professoral à l'extérieur de la bibliothèque que ces comportements constituaient des problèmes qui devaient être résolus. Elle compare l'anxiété de la bibliothèque à l'anxiété mathématique et à l'anxiété des tests. Elle affirme que l'anxiété de la bibliothèque doit être reconnue et que la personne anxieuse devrait vivre des expériences qu'elle est susceptible de réussir.
Mellon préconise l'utilisation de la recherche qualitative, car elle fournit un aperçu plus approfondi du comportement de l'information. Elle affirme que son étude a appliqué des méthodes de recherche qualitative rarement utilisées à un problème de bibliothèque, et déclare que même si l'étude est importante, les implications de la technique de recherche s'avéraient encore bien plus importantes. Elle a utilisé la technique de l'écriture personnelle ou de la rédaction d'un journal pour collecter des données dans lesquelles l'auteur « parle sur papier » sans se soucier du public, du style, de la grammaire ou de l'orthographe, ce qui permet à l'auteur de puiser dans un courant de conscience. L'écriture personnelle des étudiants a été analysée pour repérer les thèmes récurrents.

## Impact
Ironiquement, malgré l'intention de Mellon d'accroître l'utilisation de méthodes de recherche qualitative en bibliothéconomie, l'anxiété des bibliothèques n'est pas devenue populaire en tant que sujet de recherche avant que Sharon Bostick crée la Library Anxiety Scale, un outil quantitatif pour la mesurer, en 1992. Doris J. Van Kampen crée un nouvel instrument en 2004, l'échelle d'anxiété multidimensionnelle de la bibliothèque (MLAS), pour tenir compte de l'utilisation hors campus des ressources de la bibliothèque et des attitudes des étudiants à la maîtrise et au doctorat. Gillian S. Gremmels réexamine le travail de Mellon et son impact sur la profession de bibliothécaire dans un article de 2015.

## Recherche ultérieure
Le taux de recherche sur le sujet a augmenté de façon spectaculaire après 1993.
Dans une étude menée en 2007 auprès d'étudiants diplômés, Kwon, Onwuegbuzie et Alexander ont découvert que « de faibles dispositions de pensée critique dans les domaines de la confiance en soi, de la curiosité et de la systématicité étaient particulièrement associées à des niveaux élevés d'anxiété à la bibliothèque ». La systématicité a été définie comme étant disposée à organiser une enquête logique, ciblée et attentive. Cependant, la portée de leur étude ne permettait pas de généraliser ces résultats aux étudiants de premier cycle.
Une autre étude menée en 2007 par Melissa Gross et Don Latham attribue également l'anxiété accrue des bibliothèques au manque d'éducation en compétences informationnelles. Pour lutter contre cela, Gross et Latham suggèrent que les programmes de la maternelle à la douzième année, ainsi que les établissements d'enseignement supérieur, devraient doter les étudiants de compétences en littératie informationnelle telles que la capacité de trouver et de naviguer efficacement dans les informations, d'évaluer de manière critique les sources authentiques et d'utiliser les informations avec précision et créativité.
La bibliothécaire de l'Université de New York Columbia, Anice Mills, rapporte en 2016 que les éléments contribuant à l'anxiété de la bibliothèque sont également liés à la conception et l'architecture du bâtiment. Les publics peuvent devenir anxieux à l'idée de naviguer dans des environnements de construction vastes et apparemment compliqués.
Fraser et Bartlett (2018) ont exploré l’existence de différences raciales du niveau d’anxiété de bibliothèque entre des étudiants africains et caucasiens de la Nouvelle-Écosse. Les résultats de la partie questionnaire de l’étude montrent une faible anxiété de bibliothèque et aucune différence entre ces deux groupes. Cependant, la partie entrevue de l’étude montre des différences entre leurs expériences avant et pendant leurs études à l’université. Les étudiants africains avaient un niveau d’anxiété de bibliothèque moins élevé face aux anciennes bibliothèques qu’ils avaient fréquenté et leur nouvelle bibliothèque universitaire. Mais ces étudiants rapportaient que les employés de la bibliothèque universitaire sont devenus une source d’anxiété élevée au fils de leurs études à cause d’expériences raciales stéréotypées. Parallèlement, le niveau d’anxiété plus élevé face aux bibliothèques chez les étudiants caucasiens s’est maintenu pour les bibliothèques universitaires. Ces étudiants rapportent, aussi, avoir ressenti des émotions négatives lors de leurs interactions avec ces mêmes employés.
Une étude, faite à School of New Ressources (SNR), a étudié l’efficacité d’un cours de « recherche et littéracie informationnelle », de deux crédits, d’une durée de 12 semaines, donné de façon hybride par des bibliothécaires, sur l’anxiété de bibliothèque. Sachant que l’étudiant moyen de SNR est un adulte d’environ 37 ans, le SNR, en collaboration avec leur bibliothèque, a créé le cours de manière à se concentrer sur la manière que les adultes apprennent. Ce cours a eu un effet moyen sur l’anxiété de bibliothèque des participants. En effet, l’étude a trouvé qu’après le cours, la compréhension de comment utiliser la bibliothèque et la confiance dans l’utilisation des ressources en ligne de la bibliothèque avaient augmenté. L’anxiété par rapport au processus de recherche d’information avait diminué. Cependant, l’anxiété par rapport à l’espace physique de la bibliothèque et l’interaction avec les employés de la bibliothèque n’avaient pas diminué significativement.

## Suggestions pour faire face à l'anxiété de bibliothèque
La plupart de la littérature est écrite du point de vue des bibliothèques et de la manière dont elles peuvent créer des environnements plus accueillants grâce à des programmes d'enseignement en bibliothèque et à d'autres opportunités d'interagir avec les bibliothécaires ; modifier les attitudes et les comportements des bibliothécaires pour qu'ils soient perçus comme visibles, accessibles et non intimidants ; utiliser une meilleure signalisation, des instructions de formulation et des instructions dans une terminologie sans jargon ; et demander au personnel de porter des insignes nominatifs. « L'interaction personnelle semble être l'élément central des stratégies de réduction et des suggestions visant à atténuer les craintes des étudiants à l'égard de la bibliothèque universitaire », selon Heather Carlile.
Rachel A. Fleming-May, Regina N. Mays et Rachel Radom de l'université du Tennessee à Knoxville ont piloté une collaboration avec le Volunteer Bridge Program, un programme d'été visant à améliorer les taux de rétention des étudiants à risque. Les bibliothèques ont créé un programme d'enseignement en trois sessions utilisé en 2012 et 2013 et ont évalué l'apprentissage des élèves à l'aide d'un pré-test et d'un post-test. Le post-test a révélé que 91 % des étudiants se sentaient plus à l'aise avec la bibliothèque après les ateliers, et 81 % ont déclaré être plus susceptibles de demander à un bibliothécaire de l'aide pour la recherche.
Les bibliothèques de l'université de l'État de Washington ont une liste de stratégies pour aider les étudiants à surmonter cette anxiété.
La bibliothécaire de l'université de New York Columbia, Anice Mills, propose des discussions empathiques en tête-à-tête avec les étudiants. Elle suggère également que l'accessibilité est un outil important pour surmonter l'anxiété des clients.
Selon un article de 2011 du bibliothécaire Leslie J. Brown, le modèle du Learning Commons peut aider à réduire l'anxiété des usagers de la bibliothèque universitaire, permettant « aux utilisateurs d'obtenir l'assistance nécessaire en se rendant à un seul endroit, ce qui peut être essentiel pour les utilisateurs réticents ». De plus, les services de référence virtuels, tels que Ask a Librarian et des applications similaires, ainsi que les services de référence par e-mail, sont essentiels pour permettre aux usagers d'accéder aux fonctions de la bibliothèque lorsque des problèmes d'anxiété peuvent empêcher les étudiants de dialoguer avec un bibliothécaire à un bureau de référence physique. Brown note qu'une tentative de démonstration de tous les services de la bibliothèque en une seule fois (sachant que l'anxiété de la bibliothèque peut empêcher l'étudiant de revenir à moins qu'il ne sache tout sur le moment) peut, paradoxalement, submerger les étudiants, les empêchant de revenir, en raison de « l'utilisateur anxiété et sentiment d'incompétence ».
À cette fin, un article de 2016 d'Elizabeth DiPrince, Amber Wilson, Chrissy Karafit, Amanda Bryant et Chris Springer discute également de la nécessité d'un guide imprimé des services de bibliothèque. Alors que DiPrince et al. notez que « De toute évidence, un manuel imprimé ne peut pas répondre à tous les besoins d'enseignement de la maîtrise de l'information, compte tenu de la diversité des besoins d'information sur un campus universitaire », un guide simple et facile à comprendre des bases peut surmonter le besoin d'un guide basé sur le Web que les utilisateurs « naviguent à travers un certain nombre de pages et de liens pour trouver les informations souhaitées », car les sites Web peuvent contenir beaucoup de ce que l'on appelle parfois le « bruit de bibliothèque ». Dans un test mené à l'université du centre de l'Arkansas, on a constaté qu'un guide de survie de la bibliothèque simple et léger réussissait à développer l'engagement de la bibliothèque et que les étudiants « montraient une augmentation de la sensibilisation des étudiants aux services de la bibliothèque après la distribution des guides de survie », et que « les professeurs et les étudiants ont exprimé de manière informelle leur appréciation pour les informations claires et concises sur les services de bibliothèque et les stratégies de recherche présentées dans le guide », notant que les professeurs ont intégré le guide dans leurs cours comme une introduction aux services de bibliothèque.
Une équipe du département de Graduate and Undergraduate Services, de la bibliothèque J. Willard Marriott de l’université de l'Utah, s’est concentré sur une manière de diminuer l’anxiété de bibliothèque des étudiants en réaménagement l’espace des étudiants à la bibliothèque. Cinq facteurs en relation avec l’utilisation de l’espace par les étudiants sont ressortis dans leur conception d’une atmosphère propice à l’apprentissage et à la collaboration :
1.   L’endroit devra être accueillant pour les usagers.
2.   Ils se reconnaitront dans le processus de recherche.
3.   Les étudiants auront de la facilité à créer et maintenir des rapports sociaux dans cet espace.
4.   Ils pourront rencontrer des bibliothécaires disposés à les aider dans leurs recherches d’information.
5.   Les usagers auront un sentiment de sécurité dans cet espace.
Ce réaménagement a eu pour résultat de créer un espace centré sur les étudiants avec une réduction marquée des barrières entre les étudiants et les ressources et les services de la bibliothèque.
Le département CCLS de l’Université de Valparaiso a créé une activité d’introduction des bibliothécaires pour les étudiants qui étaient aux journées d'orientation cette université. Ces étudiants se sont fait remettre un questionnaire qui contenait quatre questions à remplir avant et trois après l’activité intitulée « Get To Know Your Librarian ». Le but de cette activité était de laisser les étudiants se familiariser avec leurs bibliothécaires, en trouvant sur les murs de l’université une affiche avec la photo d’un bibliothécaire, certains de leurs sujets d’expertises ainsi qu’une bulle de conversation contenant cinq aspects amusants de leurs personnalités. Les étudiants devaient noter un aspect amusant et un sujet d’expertise du bibliothécaire. L’étude a trouvé que même si les étudiants disaient au début ne ressentir aucune anxiété de bibliothèque, un certain niveau d’anxiété a été diminué par le fait d’apprendre à connaitre leurs bibliothécaires de cette manière. L’activité a rendu les bibliothécaires plus accessibles aux étudiants, et ce, même sans les avoir rencontrés en personne.
En supposant que l’alphabétisation institutionnelle était un des obstacles contribuant à l’anxiété de bibliothèque, l’Université de Regina a pu avoir les assises pour développer un programme de bibliothécaire personnel. Le bibliothécaire agit comme un intermédiaire entre le langage institutionnel non familier et l’étudiant qui lui est confié. « L’étudiant reçoit du bibliothécaire un total de six courriers électroniques durant ses deux premiers trimestres à l’université. Ces messages contiennent un mot d’introduction personnel et une photo du bibliothécaire, des informations sur les services qu’offre la bibliothèque et d’autres informations utiles de l’université ». Ce programme avait pour but de diminuer l’anxiété de bibliothèque en rendant la bibliothèque elle-même moins intimidante et plus accessible. Connaitre au moins une personne à l’intérieur de la bibliothèque, grâce à ce genre d’échange, devrait aider à diminuer le sentiment d’anxiété créé par un manque d’alphabétisation institutionnelle.